# Parafia greckokatolicka św. Mikołaja w Zyndranowej
Parafia greckokatolicka św. Mikołaja w Zyndranowej – parafia greckokatolicka w Zyndranowej, w dekanacie sanockim archieparchii przemysko-warszawskiej. Założona w 1991.